# Эдинбургское королевское общество
Королевское Эдинбургское общество  (англ. The Royal Society of Edinburgh) — шотландская национальная Академия Наук и словесности. 
В отличие от Королевского Лондонского общества, охватывает гуманитарную сферу, включая историю и литературу. 

## История
В 1737 году от Эдинбургского медицинского общества  отделилось Эдинбургское общество по развитию искусств и наук и особенно знаний о природе. В следующем году громоздкое название было изменено на Эдинбургское философское общество, которое в свою очередь было преобразовано в 1783 году в  Эдинбургское королевское  общество. Среди его основателей были многие корифеи Шотландского просвещения, в том числе Уильям Робертсон, Адам Смит, Уильям Каллен, Хью Блэр, Адам Фергусон, Джеймс Хаттон, Джозеф Блэк, Томас Рид, Александер Монро и Джеймс Уатт. 
По состоянию на 1 марта 2019 года членами общества являются более 1600 человек.

## Президенты Общества
1. Его Светлость Генри Скотт, 3-й герцог Баклю (1783—1812)
2. Сэр Джеймс Холл, 4-й баронет[англ.] (1812—1820)
3. Сэр Вальтер Скотт (1820—1832)
4. Сэр Томас Макдугалл Брисбен (1832—1860)
5. Его Светлость герцог Аргайл (1860—1864)
6. Сэр Дэвид Брюстер (1864—1868)
7. Сэр Роберт Кристисон, 1-й баронет (1869—1873)
8. Сэр Уильям Томсон (с 1892 лорд Келвин) (1873—1878)
9. Филип Келланд (1878—1879)
10. Достопочтенный Джеймс Монкрифф, 1-й барон Монкрифф[англ.] (1879—1884)
11. Томас Стивенсон[англ.] (1884—1885)
12. Сэр Уильям Томсон (с 1892 лорд Келвин) (1886—1890)
13. Сэр Эндрю Дуглас Маклэган[англ.] (1890—1895)
14. Достопочтенный лорд Келвин (1895—1907)
15. Сэр Уильям Тернер[англ.] (1908—1913)
16. Профессор Джеймс Мердох Гики (1913—1915)
17. Доктор Джон Хорн[англ.] (1915—1919)
18. Профессор Фредерик Орпен Бауэр[англ.] (1919—1924)
19. Сэр Джеймс Альфред Юинг (1924—1929)
20. Сэр Эдвард Альберт Шарпи-Шейфер[англ.] (1929—1934)
21. Сэр Дарси Уэнтворт Томпсон (1934—1939)
22. Профессор сэр Эдмунд Тейлор Уиттекер (1939—1944)
23. Профессор сэр Уильям Райт Смит (1944—1949)
24. Профессор Джеймс Кендалл[англ.] (1949—1954)
25. Профессор Джеймс Ритчи (1954—1958)
26. Профессор Джеймс Норман Дэвидсон (1958—1959)
27. Профессор сэр Эдмунд Хёрст (1959—1964)
28. Профессор Джеймс Норман Дэвидсон (1964—1967)
29. Профессор Норман Фетер[англ.] (1967—1970)
30. Сэр Морис Йонг[англ.] (1970—1973)
31. Почтенный Джон Кэмерон, лорд Кэмерон[англ.] (1973—1976)
32. Профессор Роберт Элан Смит[англ.] (1976—1979)
33. Сэр Кеннет Блэкстер (1979—1982)
34. Сэр Джон Уильям Этуэлл[англ.] (1982—1985)
35. Сэр Элвин Уильямс[англ.] (1985—1988)
36. Профессор Чарльз Кембалл (1988—1991)
37. Профессор сэр Эластер Карри[англ.] (1991—1993)
38. Доктор Томас Лотиан Джонстон[англ.] (1993—1996)
39. Профессор Малкольм Александр Дживс[англ.] (1996—1999)
40. Сэр Уильям Стюарт[англ.] (1999—2002)
41. Лорд Стюарт Сатерленд, барон Сатерленд[англ.] (2002—2005)
42. Сэр Майкл Фрэнсис Атья (2005—2008)
43. Дэвид К. Уилсон, барон Уилсон[англ.] (2008—2011)
44. Сэр Джон П. Арбатнотт[англ.] (2011–2014)
45. Белл Бернелл, Джоселин (2014—2018)
46. Энн Гловер (с 2018—)

## Знаменитые члены Общества
- Джон Аллен
- сэр Дерек Бартон
- сэр Джеймс Блэк
- Норман Борлоуг
- сэр Сэмюель Браун
- Роджер Коули
- Кеннет Довер
- Джеймс Альфред Юинг
- Джеймс Дэвид Форбс
- сэр Александр Грей
- Джеймс Эдвард Талмедж
- Питер Хиггс
- Джеймс Хаттон
- Джон Джемисон
- Флеминг Дженкин
- Мстислав Келдыш
- Карджил Гилстон Нотт
- Джон Плейфэр
- Лайон Плейфэр, лорд Плейфэр
- Джон Рэндэлл
- сэр Вальтер Скотт
- Нильс Сведелиус
- Адам Смит
- Джон Стразерс
- Питер Гатри Тэт
- Томас Телфорд
- Томсон, Уильям, лорд Кельвин
- Уильям Николь
- Питер Франс
- Конрад Хэл Уоддингтон
- Джеймс Уатт
- Джон Уишарт
- Хидэки Юкава
- Эдвард Рамзи
- Космо Иннес